# 溫國銘
溫國銘，臺灣政治人物，勞工黨籍。中華民國全國總工會第9屆理事長、彰化縣總工會第23屆及25屆理事長、中華民國營建業全國總工會第6屆理事長。曾擔任第11至14屆彰化市民代表以及第14、15屆彰化市市長。2011年3月申請退出中國國民黨，但手續不完備，在8月被開除黨籍。
因為在擔任市長期間涉嫌三件土地假買賣，2013年彰化地院依《貪污治罪條例》對主管、監督事務圖利罪，處有期徒刑6年6月；褫奪公權5年；使公務員登載不實罪，處有期徒刑6月。2015年台中高分院將「彰化縣彰化市○○里○○街與介壽南街交叉路口道路改善工程案」圖利部分改判無罪。2016年被監察院彈劾。
2015年代表勞工黨參選立委。

## 家族
- 母溫蔡秀春為彰化市老人會附設互助會會長。2020年互助會出現財務危機，溫蔡秀春因帳目不清被控告背信罪，[10]但最終不起訴。[11]
- 兄陳杰為前中國國民黨籍彰化市長、前立委，現為無黨籍。
- 兄嫂陳蔣秀美為第18屆彰化縣議員，中國國民黨籍。[12]
- 妹溫由美曾為中國國民黨籍的彰化市民代表。2010年為彰化市長參選人溫吳麗卿賄選而被起訴，[13]2012年被判有期徒刑三年二個月，褫奪公權三年。[14]
- 弟溫錫金曾為國大代表。[15]
- 妻子溫吳麗卿曾代表中國國民黨參選第16屆彰化市長，未當選。[16]
- 兒子溫宗諭在2023年4月宣布爭取中國國民黨彰化縣立委提名，但在7月表示退出國民黨初選。[17][18]2025年4月成為民眾黨彰化縣黨部主委。[19]
- 媳婦黃稜茹為第19屆彰化市市民代表，中國國民黨籍。[17]
- 女兒溫芝樺為彰化縣議會第19屆議員，中國國民黨籍。[17]
- 外甥女凌巧芸為第19屆彰化市民代表，中國國民黨籍。[17]

## 爭議

### 房屋土地假買賣
在2009年以假買賣的方式，將配偶溫吳麗卿名下的土地及房屋借名登記在友人名下，觸犯使公務員登載不實罪，經臺灣高等法院臺中分院判決有罪確定，處有期徒刑6月。

### 違反利益衝突相關規定
- 在2008年以女兒的名義購入價值分別為1,590萬元及430萬元的土地二筆，接著辦理「彰化市阿夷里鐵道閒置空地綠美化工程」，在該土地旁鋪設柏油路，再於2009年將原價1,590萬元的土地以3,577萬5千元售出，違反《公職人員利益衝突迴避法》第6條，被監察院裁處500萬元。[8]
- 在2008年以兒子的名義購入總價3,310萬5,600元之土地。再於2008、2009年間辦理「彰化縣彰化市建寶里建寶街與介壽南街交叉路口道路改善工程」，在該地加蓋水泥溝蓋，最後在2009年以3,420萬元售出。違反《公職人員利益衝突迴避法》第6條，被監察院裁處100萬元。[8]
- 在2007年以彰化市公所名義建議彰化縣政府將其配偶名下的土地納入「變更彰化市都市計畫（配合彰化火車站北區都市更新）」案範圍，以及將土地變更為商業區。違反《公職人員利益衝突迴避法》第6條及第10條第1項第2款，被監察院裁處100萬元。[8]